# Spuren des Bösen: Wut
Wut ist ein deutsch-österreichischer Fernsehfilm aus dem Jahr 2018 und die siebte Folge der Krimireihe Spuren des Bösen mit Heino Ferch in der Hauptrolle.
Regie führte Andreas Prochaska. Das Drehbuch schrieb Martin Ambrosch.
Der Psychiater wurde von einem Aussteiger zu Hilfe gerufen, um einen polizeiinternen Korruptionsfall aufzudecken. Da die betroffenen Beamten nicht an einer Aufklärung interessiert sind, tun sie alles, um dies zu verhindern. Bei dem Versuch dem Flüchtigen zu helfen, gerät Richard Brock in Lebensgefahr.

## Handlung
Der Polizist Manfred Reiser befindet sich auf der Flucht, da er seinen eigenen Sohn erschlagen haben soll. Da er versucht hatte, Dr. Brock anzurufen, wird dieser plötzlich unsanft von SEK-Leuten geweckt, da die Ermittler den Anruf abgefangen hatten. Brock kann ihnen klarmachen, dass er Reiser nicht kennt, sodass sie den Einsatz abbrechen. Auf Nachfrage beim Revierleiter Gerhard Mesek erfährt Brock, dass Reiser auf seiner Flucht auch einen Kollegen erschossen hat.
Brock erfährt, dass Manfred Reiser unter seinen Kollegen nicht sehr beliebt ist. Der ehemalige Berufssoldat wurde von seiner Frau verlassen und sein Sohn hatte sich entschieden, bei seiner Mutter zu leben, sodass Reisers Leben etwas aus den Fugen geriet. Brock sieht sich in der Siedlung um, in der Reiser gewohnt und den Polizisten erschossen hatte. Zeitgleich macht ihm aber auch seine Tochter Sorgen. Sie erlitt einen Kreislaufkollaps und Brock merkt, dass sie die Schussverletzung aus dem Einsatz bei den Ermittlungen gegen die „Sand AG“ noch nicht verarbeitet hat.
Um die Motive und die mögliche weitere Vorgehensweise des noch immer flüchtigen Reisers zu verstehen, lässt Brock sich von den beteiligten Polizisten die Geschehnisse des Tatabends schildern. Dabei fallen ihm Ungereimtheiten auf, die er noch nicht bewerten kann. Es wird offenbar, dass Reisers Kollegen Geheimnisse haben. Einen davon, Stefan Merz, hatte Brock vor sieben Jahren der Korruption und des Mordes überführt. Nun vermutet er, dass sich weitere Polizisten bestechen lassen, um die Machenschaften „gewisser Leute“ zu verdecken. Von einer Bekannten Reisers erfährt Brock, dass jener „reinen Tisch“ machen wollte. Er vermutet daher, dass Reisers Kollegen dessen Sohn umgebracht haben, um es ihm in die Schuhe schieben und ihn so zum Schweigen bringen zu können. 
Brock wähnt sich nun ebenfalls in Gefahr und vertraut sich seinem besten Freund Klaus Tauber an. Er nennt ihm die Namen der korrupten Polizisten, die Tauber sich gut merken solle. Noch am selben Abend spitzt sich die Lage zu. Reiser versucht, Brock erneut zu kontaktieren, doch dieser ist permanent von Polizisten umgeben. Es kommt zu einem Feuergefecht, bei dem einer der Polizisten Brock absichtlich in den Rücken schießt. Reiser eliminiert den Schützen, ehe dieser einen tödlichen Schuss auf Brock abgeben kann. Anschließend bringt Reiser Brock in sein Versteck und versorgt dessen Wunden. Die Polizei geht nun von einer Geiselnahme aus und forciert die Suche nach Reiser. Inzwischen wurde Brocks Tochter von Tauber über die Korruptionsvorwürfe in Kenntnis gesetzt. Sie informiert Einsatzleiter Mesek, dass er unter seinen Leuten „Verräter“ habe. Dies will er nicht glauben, muss aber schon bald feststellen, dass der Polizist Fritz Stadler auf eigene Faust nach Reiser zu suchen beginnt. 
Reiser hatte Stadler angerufen, um ihn zu sich zu locken. Beide schießen aufeinander, und Reiser tötet Stadler. Brock ist inzwischen wieder zu sich gekommen. Da inzwischen Mesek mit seinen Leuten eingetroffen ist, versucht Brock, Reiser zur Aufgabe zu bewegen. Doch kaum legt Reiser die Waffe nieder, erschießt Mesek ihn. Brock muss erkennen, dass auch Mesek nicht daran interessiert ist, den polizeiinternen Korruptionsfall aufzudecken. Brock will wissen, warum Mesek ihn mit hinzugezogen hat. Mesek antwortet, er wisse den Psychologen lieber in seiner Nähe, um zu sehen, was er anstelle. Er ruft einen Rettungswagen und lässt Brock in die Klinik bringen.

## Hintergrund
Gedreht wurde Wut vom 8. November bis zum 8. Dezember 2016 in Wien und Umgebung. Die Fernsehpremiere erfolgte am 29. Januar 2018 im ZDF.
Am Filmende ist der Titel Bring mich auf Ideen von Garish zu hören.

## Rezeption

### Einschaltquote
Die Erstausstrahlung von Wut am 29. Januar 2018 im ZDF erreichte 5,42 Millionen Zuschauer und einen Marktanteil von 16,6 Prozent.

### Kritiken
Bei der Frankfurter Allgemeinen Zeitung wertete Heike Hupertz: Die Filmemacher geben in dieser Episoden der Spuren des Bösen „den bislang düstersten Anstrich, auch in der filmästhetischen Gestaltung. Erhellung als Verharmlosung wird konsequent verweigert. In manchen Szenen […] sieht man nur unidentifizierbare Personenschatten und kann kaum die Szenerie überschauen. […] Der nicht leicht konsumierbaren, aber eindrucksvollen Kameraarbeit von Thomas Kürzl steht das minimalistisch wirkungsvolle Sounddesign von Matthias Weber nicht nach.“ „Dass ‚Spuren des Bösen‘ nach ‚Wut‘ ähnlich weitergehen kann wie bisher, ist kaum vorstellbar, aber unbedingt wünschenswert.“
Rainer Tittelbach von Tittelbach.tv schrieb anerkennend: „‚Wut‘ verweigert sich den Sehgewohnheiten – nicht nur durch seine Ästhetik der Dunkelheit, die alles im Leben wie im Film zu einer Frage der Wahrnehmung macht und in der Räume surreal verschwimmen; auch die Geschichte (die Psychologie, das Verbrechen) wird nicht nach den Regeln der Krimilogik hergeleitet und schon gar nicht erklärt. Wenn Ambrosch doch einmal versucht, Informationen aus der Vergangenheit in die Handlung hineinzuholen, damit der Zuschauer besser verstehen kann, wirkt das eher wie ein Fremdkörper in einem alptraumhaften Film aus Andeutungen, Stimmungen und starken Bildern.“ „Das ist konsequent, hat Stil, das verlangt Augen und Ohren des Zuschauers aber auch viel ab.“
Die Kritiker der Fernsehzeitschrift TV Spielfilm vergaben die Beste Wertung (Daumen nach oben) und schrieben: „Bei Licht betrachtet, ist das Szenario der siebten Folge nicht immer ganz plausibel, aber in diesem schwerblütigen Psychothriller gibt es ja kaum Licht! Eher erscheint Wien als Dunkelkammer des Gemüts, in der vor allem Perfidie und Paranoia gedeihen.“ Die Albtraumserie werde in „dunklen Bildern, heuer mit hypnotischen Rhythmuswechseln, doppelbödiger Action und bösem Plot-Twist“ erzählt. Fazit: „Ganz schön abgründig. Richard Brock hat Format!“
Die WAZ kritisierte: „extrem lang und verrätselt die Exposition. Verschachtelt und bis zuletzt in Teilen schemenhaft: die Chronik des Verbrechens. Doch ob und wie die treue Schar derer, die zur Hauptsendezeit einschalten, akustisch überhaupt vernehmen können, was da auf der Suche nach einer schrecklichen Wahrheit in Kellern und Kommissariaten vielfach bloß verschwörerisch geraunt, schmerzhaft gestöhnt und heimtückisch gewispert wird, das wird man fragen dürfen.“